# Raindance (Gryphon)
| Recensione   | Giudizio   |
| ------------ | ---------- |
| AllMusic     | [ 1 ]      |
| Sputnikmusic | 3.2 (Good) |
| Debaser      | [ 3 ]      |

Raindance è il quarto album discografico del gruppo musicale di rock progressivo britannico Gryphon, pubblicato dalla casa discografica Transatlantic Records nel 1975.

## Tracce
Lato A
1. Down the Dog (strumentale) – 2:44 (Richard Harvey)
2. Raindance (strumentale) – 5:37 (Richard Harvey)
3. Mother Nature's Son – 3:08 (John Lennon, Paul McCartney)
4. Le cambrioleur est dans le mouchoir – 2:14 (Malcolm Bennett, Graeme Taylor)
5. Ormolu (strumentale) – 1:00 (Richard Harvey)
6. Fontinental Version – 5:36 (Graeme Taylor)

Lato B
1. Wallbanger – 3:33 (Richard Harvey)
2. Don't Say Go – 1:48 (Graeme Taylor)
3. Ein Klein Heldenleben (strumentale) – 16:03 (Richard Harvey)

## Formazione
- Richard Harvey - grand piano, pianoforte elettrico Rhodes, pianoforti elettrici RMI e Crumar, minimoog, organo Copeman Hart, mellotron, clavinet, keyboard glockenspiel, flauti dolci, cromorni, penny whistle
- Richard Harvey - clarinetto (brano: Le cambrioleur est dans le mouchoir)
- Graeme Taylor - chitarre, accompagnamento vocale-coro
- Brian Gulland - fagotto, accompagnamento vocale-coro
- Brian Gulland - voce solista (brano: Fontinental Version)
- Malcolm Bennett - basso, flauto
- David Oberlé - batteria, percussioni
- David Oberlé - voce solista (brani: Mother Nature's Son e Don't Say Go)
- David Oberlé - voce (brano: Fontinental Version)

Note aggiuntive
- Gryphon - produttori
- Richard Elen - co-produttore e ingegnere delle registrazioni (al Sawmills)
- Ritchie Gold - co-produttore (solo nel brano: Down the Dog)
- Tutti i brani (eccetto: Wallbanger), registrati nel giugno-luglio del 1975 al Sawmills Studio, Golant, Cornovaglia (Inghilterra)
- Brano: Wallbanger, registrato nell'ottobre del 1974 al Brian Goodman's P.L.S. Studios di Londra (Inghilterra)
- Phil Newall - ingegnere delle registrazioni (al Brian Goodman's P.L.S. Studios)
- Philip Warr - art direction
- Tony Wright - illustrazioni copertina album[4]